# باشگاه فوتبال واسان پالوسئورا
باشگاه فوتبال واسان پالوسئورا (فنلاندی: Vaasan Palloseura) یک باشگاه فوتبال در شهر واسا، فنلاند است.
این باشگاه که در سال ۱۹۲۴ تأسیس شده سابقه ۲ قهرمانی در لیگ برتر فوتبال فنلاند را در کارنامه دارد.